# فوننيه (أين)
فوننيه (بالفرنسية: Vongnes)‏ هي بلدية فرنسية تقع في إقليم الأين في فرنسا. رمز إنسي لها هو:1456. أما الرمز البريدي لها فهو: 1350.